# C·J·艾布拉姆斯
保羅·克里斯多福·艾布拉姆斯二世（英語：Paul Christopher Abrams Jr.，2000年10月3日—），為美國職棒大聯盟的游擊手，目前效力於華盛頓國民。他生涯曾效力於聖地牙哥教士。

## 職業生涯

### 聖地牙哥教士
2019年大聯盟選秀，艾布拉姆斯在首輪第6順位被教士選中。他在新人聯盟前20場比賽都順利敲出安打。他在8月順利升上1A，結果才升上沒多久就因為肩膀受傷進入傷兵名單。這年他合計繳出3成93的打擊率，並敲出3轟與22分打點，另有15次盜壘成功。2020年，小聯盟賽季因為COVID-19疫情而全面暫停。
2021年，艾布拉姆斯從2A開季，並在6月入選未來之星明星賽。不過他在6月底一次跑壘衝撞，導致球季提前報銷。整季他繳出2成96的打擊率，並敲出2轟與23分打點。
2022年4月7日，教士直接讓艾布拉姆斯從大聯盟開季。他在4月14日敲出大聯盟首轟。

### 華盛頓國民
2022年8月2日，教士將艾布拉姆斯、麥肯齊·高爾、盧克·沃伊特、Robert Hassell、James Wood和Jarlín Susana交易到國民，換來胡安·索托和喬許·貝爾。

## 個人生活
艾布拉姆斯的名字是從他的父親Chris命名而來，而他的縮寫C·J是從他的名字克里斯多福二世(Christopher Junior)而來。

## 外部連結
- 球員資訊和成績在MLB ，ESPN ，Baseball Reference ，Baseball Reference (Minors) ，Fangraphs，The Baseball Cube （英文）